# Nature morte au chaudron de cuivre
Nature morte au chaudron de cuivre est un tableau réalisé par le peintre français Jean Siméon Chardin vers 1735. Cette peinture à l'huile de petit format est une nature morte qui représente quelques ustensiles de cuisine posés sur une table, parmi lesquels un chaudron de cuivre. L'œuvre fait partie depuis 1928 des collections du musée Cognacq-Jay, à Paris.